# Гаупттруппфюрер
Гаупттруппфю́рер (нем. SS-Haupttruppführer) — звание в СА, существовавшее с 1930 по 1945 год. Соответствует званию штабс-фельдфебеля в Вермахте.
В период с 1930 по 1934 это звание также использовалось и в СС, но позднее было заменено на звание штурмшарфюрер.